# DN58B
DN58B este un drum național din România, care leagă Reșița și Bocșa de localitatea Voiteg din județul Timiș, de unde DN59 face legătura mai departe cu Timișoara.